# Aleksandra Zych
Aleksandra Zych (født 28. juli 1993) er en polsk håndboldspiller, som spiller i EKS Start Elbląg i Polen og Polens kvindehåndboldlandshold.